# Xanthorhoe quadrifasciata
Xanthorhoe quadrifasiata (tên tiếng Anh: Large Twin-spot Carpet) là một loài bướm đêm thuộc họ Geometridae. Nó được tìm thấy ở hầu hết châu Âu (ngoại trừ Bồ Đào Nha, Ireland, Iceland và Hy Lạp), phía đông đến Cận Đông và phần phía đông của miền Cổ bắc.
Sải cánh dài 29–32 mm. Con trưởng thành bay từ tháng 6 đến tháng 7. Có một lứa một năm.
Ấu trùng ăn various low-growing plants, bao gồm Ribes rubrum và Galium mollugo.

## Hình ảnh

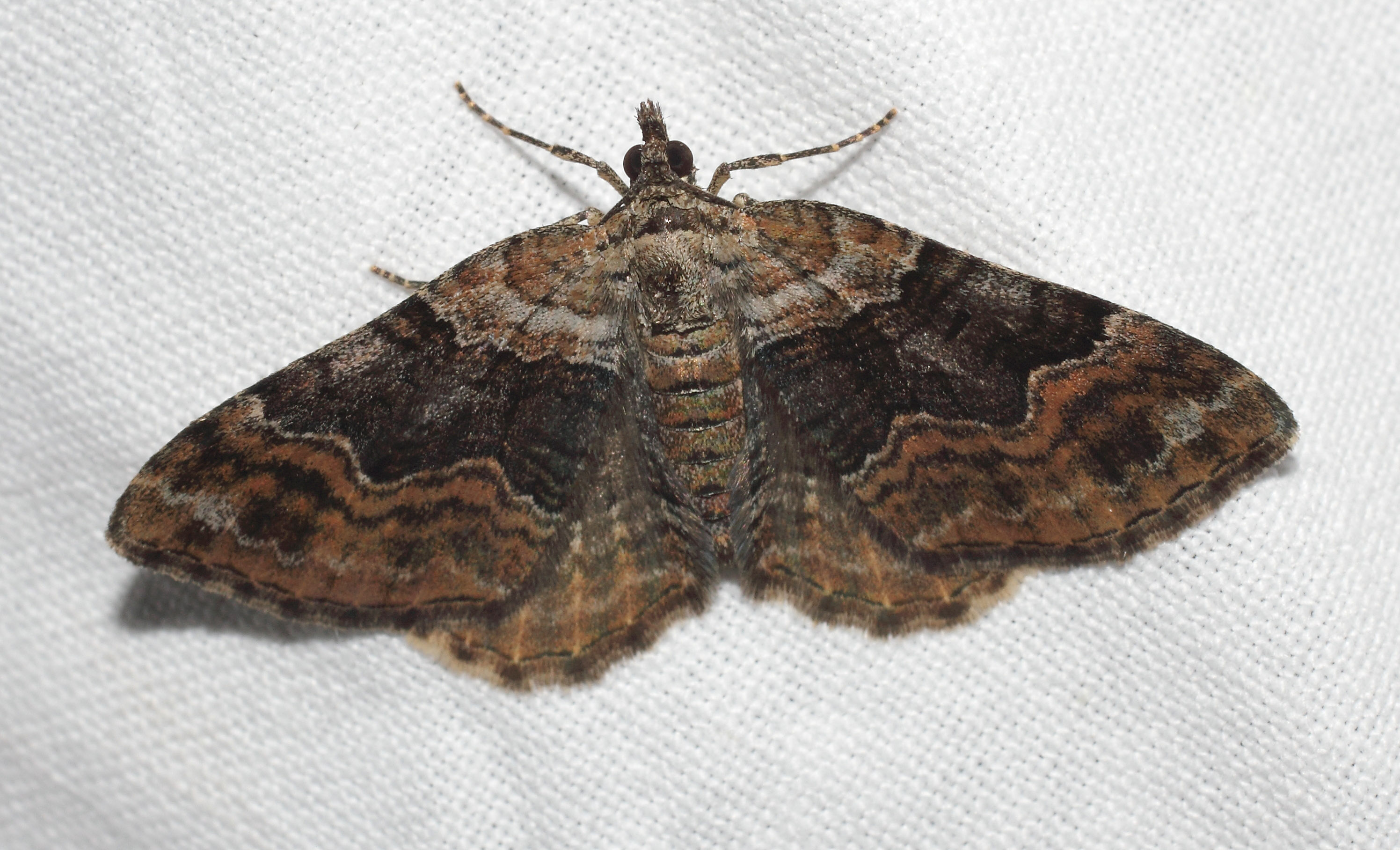
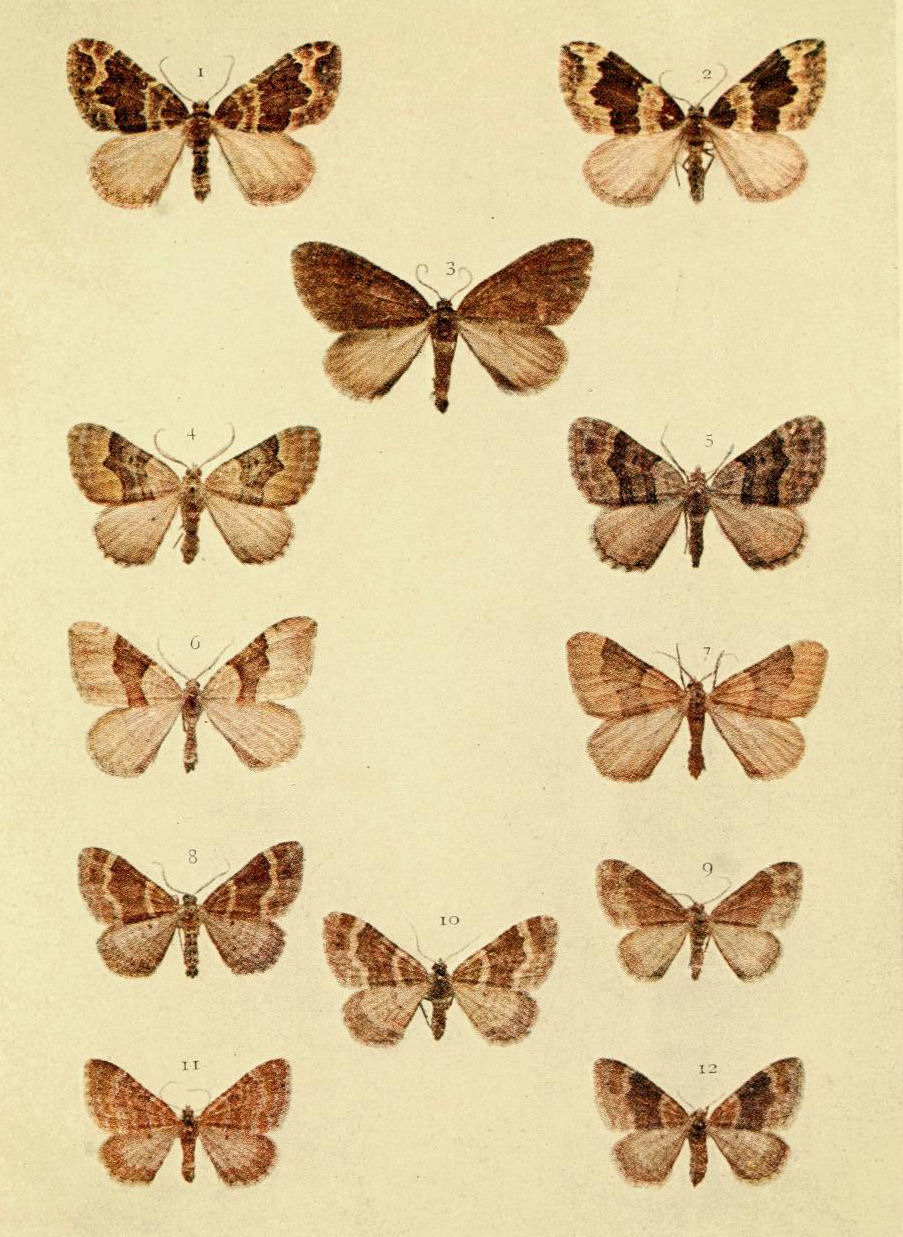
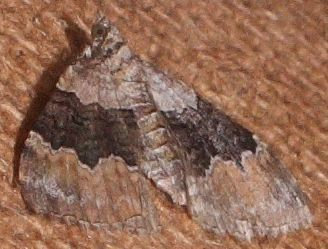
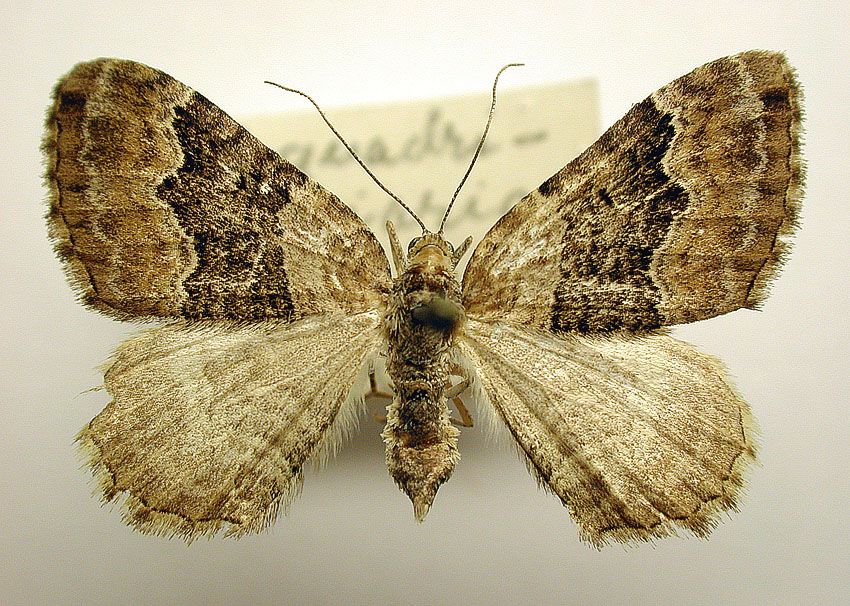